# インダス・コヒスタン語
インダス・コヒスタン語（インダス・コヒスタンご）はインド・ヨーロッパ語族インド・イラン語派ダルド語群コヒスタン諸語に属する言語である。アバシン・コヒスタン語、インダス・コヒスタニ、アバシン・コヒスタニとも呼ばれる。パキスタンのインダス・コヒスタン地方とスワートで話されている。インダス・コヒスタン地方はアバシン・コヒスタン地方とも呼ばれる。